# 체르노빌라이트

증기 억제 풀 내부에 존재하는 체르노빌라이트.

체르노빌라이트(Chernobylite)는 기술적 화합물로, 우라늄이 최대 10%까지 고용체로 함유된 결정성 규산염 지르코늄이다.
이것은 체르노빌 원자력 발전소 사고에서 생성된 노심용융물에서 발견되었으며, 4호기 원자로 노심의 핵용융으로 형성된 용암과 유사한 유리질 물질이다.
체르노빌라이트는 높은 우라늄 함량과 핵분열 생성물 오염으로 인해 높은 방사능을 띤다.

## 같이 보기
- 트리니타이트
- 코끼리의 발